# 上河和橋

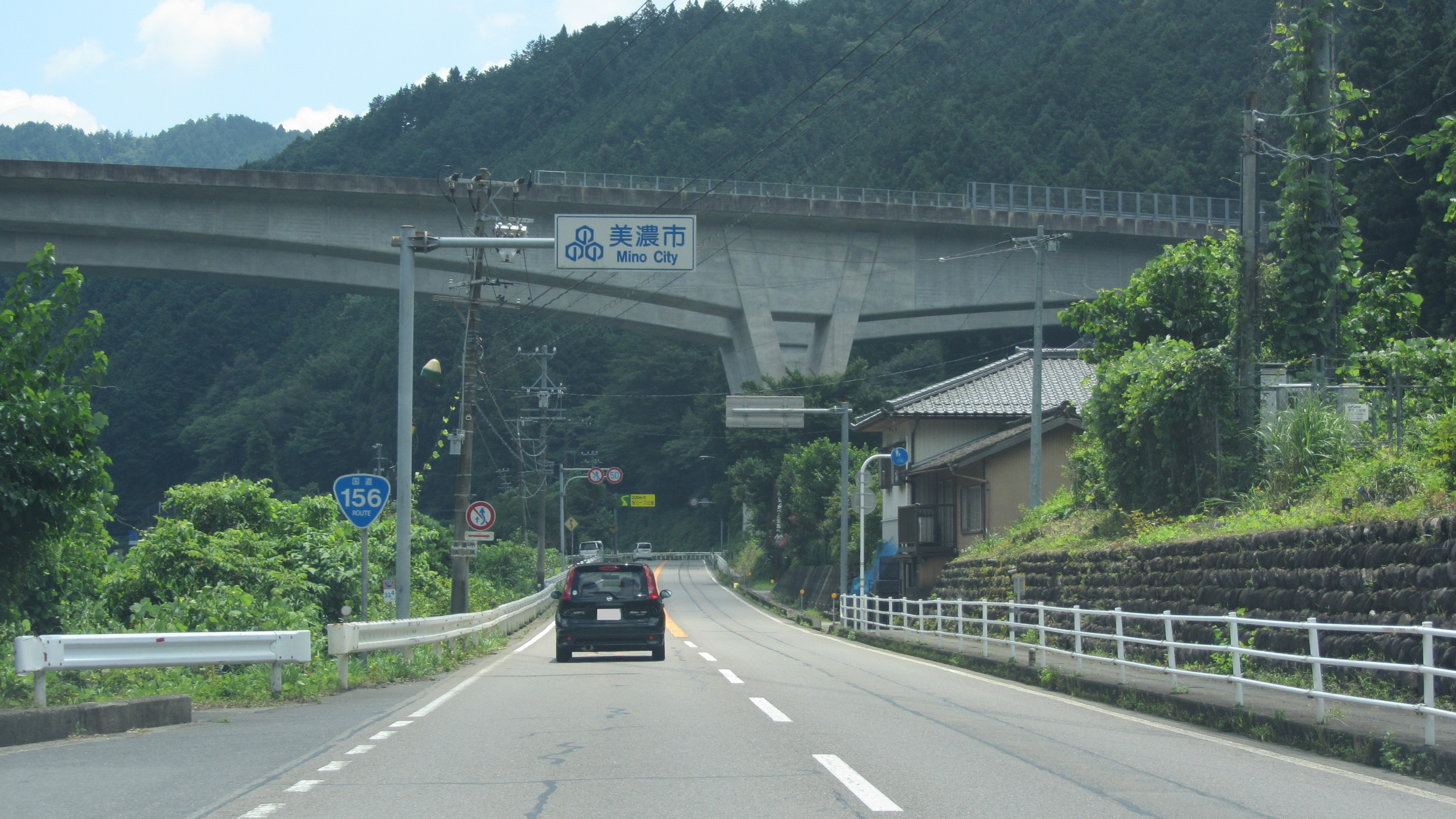
上河和橋

上河和橋（かみこうわばし）は、岐阜県美濃市の長良川にかかる東海北陸自動車道の橋である。
美濃IC - 美並ICにある。

## 概要
- 供用開始
  - 下り線：1994年（平成6年）
  - 上り線：2004年（平成16年）
- 橋長：250.0m
- 橋梁形式：RC箱桁橋
- 所在地：岐阜県美濃市須原 - 美濃市上河和

## 歴史
- 1994年3月25日：美濃IC - 美並ICが暫定片側1車線で開通。上河和橋も暫定片側1車線で供用開始される。
- 2004年：美濃IC - 瓢ヶ岳PAの4車線化が完成。上河和橋も4車線で供用開始される。

座標: 北緯35度35分52.1秒 東経136度56分41.9秒 / 北緯35.597806度 東経136.944972度